# Antas (Penalva do Castelo)
Antas ist ein Ort und eine ehemalige Gemeinde (Freguesia) im portugiesischen Kreis Penalva do Castelo. Die Gemeinde hatte 284 Einwohner (Stand 30. Juni 2011).
Am 29. September 2013 wurden die Gemeinden Antas und Matela zur neuen Gemeinde União das Freguesias de Antas e Matela zusammengeschlossen. Antas ist Sitz dieser neu gebildeten Gemeinde.